# Phare de Kaavi
Le phare de Kaavi (en estonien : Kaavi Tuletorn) est un feu situé à Mäebe, sur la péninsule de Sõrve au sud-ouest de la grande île de Saaremaa, appartenant à la commune de Torgu dans le Comté de Saare, en Estonie.
Il est géré par l'Administration maritime estonienne,.

## Description
Le phare  est une tour carrée en béton armé de 15 mètres de haut, avec une terrasse et une lanterne. Le phare est peint en brun-rouge avec une large bande horizontale blanche en son milieu. Il émet, à une hauteur focale de 20 mètres, un éclat blanc toutes les 1,5 seconde. Sa portée nominale est de 6 milles nautiques (environ 11 km).
Identifiant : ARLHS : EST-023 ; EVA-943 - Amirauté : C-3705.3 - NGA : 12668 .

## Caractéristique dufeu maritime
Fréquence : 2,5 secondes (W)
- Lumière : 1 seconde
- Obscurité : 1,5 seconde

|                             |
| Île Saaremaa (localisation) |

|          |
| Le phare |

### Lien connexe
- Liste des phares d'Estonie